# آندرانومانلاترا
آندرانومانلاترا (به لاتین: Andranomanelatra) یک منطقهٔ مسکونی در ماداگاسکار است که در ناحیه آنتسیرابه دو واقع شده‌است. آندرانومانلاترا ۳۰٬۰۰۰ نفر جمعیت دارد و ۱٬۶۱۳ متر بالاتر از سطح دریا واقع شده‌است.